# Rastrová grafika

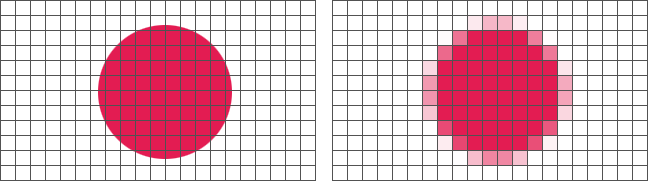
Znázornění kruhu v rastrové grafice

Rastrová grafika (či bitmapová grafika) je jeden ze dvou základních způsobů, jakým počítače ukládají a zpracovávají obrazové informace (druhý způsob je vektorová grafika).
V rastrové grafice je celý obrázek popsán pomocí jednotlivých barevných bodů (pixelů). Body jsou uspořádány do mřížky. Každý bod má určen svou přesnou polohu a barvu v nějakém barevném modelu (např. RGB). Tento způsob popisu obrázků používá např. televize nebo digitální fotoaparát.
Kvalitu záznamu obrázku ovlivňuje především rozlišení a barevná hloubka. Rozmístění a počet barevných bodů obvykle odpovídají zařízení, na kterém se obrázek vykresluje (monitor, tiskárna). Pokud se obrázek zobrazuje na monitoru, pak většinou stačí rozlišení 72 DPI, pro tisk na tiskárně 300 DPI.
Pro převod obrazových předloh (klasické fotografie, kreseb a dalších) do rastrové grafiky slouží skener nebo digitální fotoaparát.
Další možností pro ukládání a zpracování obrazů je vektorová grafika, kde se obrázek popisuje pomocí geometrických objektů – křivek a mnohoúhelníků.

## Nevýhody rastrové grafiky
- Změna velikosti (zvětšování nebo zmenšování) vede ke zhoršení obrazové kvality obrázku.
- Zejména zvětšování obrázku je možné jen v omezené míře, neboť při větším zvětšení je na výsledném obrázku patrný rastr.
- Poměrně velké nároky na paměťové zdroje (při vysokém rozlišení a barevné hloubce velikost obrázku dosahuje i jednotek megabytů, v profesionální grafice se běžně operuje i s podklady o desítkách megabytů).

## Výhody rastrové grafiky
- Přirozená volba pro digitální fotografii (a některé další typy grafiky).
- Pořízení obrázku je velmi snadné například pomocí fotoaparátu nebo pomocí skeneru.

## Použití
- fotografie
- kresby
- textury
- rendery 3D scén
- počítačové ikony
- snímky obrazovky
- skeny dokumentů

## Formáty
Používané formáty grafických souborů dělíme na nekomprimované a komprimované, komprimované pak na formáty s bezeztrátovou či ztrátovou kompresí:
- BMP
- GIF
- JPEG
- JPEG 2000
- JPEG XL
- PCX
- PNG
- TIFF
- WebP